# 休閒農業
休閒農業（英語：Agricultural Recreation），泛指農業和休閒遊憩相結合的事業，也是農業生活化為主軸，兼顧生產事業活動性和生態環境相容性功能的農業經營【參考文獻1】。
環視世界各國，德國、英國、美國、澳大利亞、日本、台灣、南韓、中國等許多地方，先後都有各式各樣休閒農業的發展與經營實例。若以台灣為例，30多年來，受到政策關注，也廣泛引起產官學各界及消費者興趣，如果依照中華民國制定的《農業發展條例》第3條第5款條文的定義，所謂「休閒農業」指利用田園景觀、自然生態及環境資源、結合農林漁牧生產、農業經營活動、農村文化及農家生活、提供國民休閒、增進國民對農業及農村之體驗為目的之農業經營。

## 概念
類似休閒農業的概念，自古有之，不是現代社會才有，只是其所處不同的時代背景，和反應的農業與當時社會民生互動，特別是主要的消費族群階層屬性變動，凸顯的時代詮釋意義有所不同而已。
類似休閒農業的消費族群，古代主要是中上階層的達官貴人和富人，如今，一般社會大眾，也已成為休閒農業的消費者，甚且是主要的消費族群【參考文獻1】。

## 範疇
休閒農業範疇廣泛，如今，各種形貌樣式名目繁多的休閒農業相繼出現，不免使人眼花撩亂，觀其經營方式，或簡約或細緻，或單純質樸或包羅萬象，各具情趣，觀其經營性質，適切加以綜合歸類，可分成觀光農園、休閒農園、市民農園、市民農莊等四大類【參考文獻2】：

### 觀光農園
指遊客偏重以觀光消費，實地採買農產品，瀏覽田園風光，停留時間短暫者為主，園中且有若干相關休憩設施和周邊設施，有的還提供有餐飲服務或可安排餐飲供應服務的農園。
依主題名目分類，可分成觀光農園、觀光果園、觀光菜園、觀光花園、觀光茶園、觀光蜂園、觀光鴨園、觀光鵝園、觀光魚池、觀光養殖場、觀光鹿苑、觀光花圃、花卉農場、香草農場等多種。觀光果園還可以細分為觀光柑園、觀光蓮霧園等多種，觀光花園還可以細分為觀光海芋園、觀光仙人掌園等多種。以此類推。

### 休閒農園
指遊客偏重以休憩遊憩，短暫性農業體驗，停留時間較長者為主，且園中通常有較多的相關休憩遊憩、農業體驗設施和周邊設施，多半提供有餐飲服務，有的還提供有住宿設施或可安排住宿的農園。
依主題名目分類，可分成休閒農園、休閒農場、休閒林場、休閒漁場、休閒牧場、綜合式農林漁牧場、森林遊樂區、森林休閒農場、娛樂漁場、渡假漁村、農林體驗園區、休閒綜合農牧場、休閒花園、休閒蘭園、休閒農莊、花園農場、休閒鹿園農場、生物休閒農場、田野休閒農場、教育農園、教育農場、教育休閒農場、休閒教育農場、養生教育農場、養生舒壓農園、健康休閒農場、有機農場、有機休閒農場、休閒有機農場、有機竹筍園、休閒綜合農牧場、生態農園、生態農場、生態休閒農場、生態教育農場、生態教育休閒農場、昆蟲生態農場、生機休閒農場、自然休閒農場、自然生態休閒農場、養殖休閒農場、觀光休閒養殖區、觀光休閒漁場、市民休閒農場、音樂休閒農場、溫泉休閒農場、部落、生活農場、酒莊休閒農場、科技休閒農場、鴨莊、蓮園休閒農場、絲瓜休閒農場、草莓休閒農場、藥園休閒農場、渡假村、椿萱休閒農場等繁多名目。

### 市民農園
指提供都市人或非以從事農業經營為基本目的者，長期租用農地，租者個人和家人，經常性在農園出入，參與耕作、收穫，客串農夫體驗農事生產作業過程，享受田園情趣及租戶間自發性田園交誼和園中安排的聯誼、競賽等活動樂趣，有時候也邀請親友參加，收穫的農產品並不銷售牟利，由租戶自用或分享其親友，且園中有若干相關休憩設施和周邊設施的農園。
按，市民農園構想最早起源於英國與德國，並很早訂有專屬法律倡導規範，隨後若干歐陸國家與美國及日本跟進。觀察英國與德國原始立法動機，非著眼於幫助農民營農，相反的，主要在於幫助工業化後湧進都市謀生的基層非農民，讓他們使用當地政府提供的小塊土地自產菜蔬，減輕生活負擔及增進生活情趣設想，也能促進勞動養生，有益心理療養功效。但隨著時代演進及社會生活需求，如今也兼有休閒農業色彩。探討比較原始動機，其實與台灣推展市民農園構想出發點原意，主要著眼於幫助農民營農收益的動機，大異其趣【參考文獻3】。
依名目對象分類，可分成市民農園、自助農園、鄉土自助農園、出租農園、分租農園、田園俱樂部、假日田圃、親子農園、兒童農園、銀髮族農園、情侶農園、都市農園、社區農園、體驗農園、假日農夫、城市農夫、體驗農夫、田園城市等多種。

### 市民農莊
指提供遊客住宿和鄉村風味餐飲服務，享受鄉村自然田園風光之美，融入農村生活情調，輕鬆歡愉有如作客，或恍如置身鄉村別墅生活，園中或有若干相關休憩設施和周邊設施，也可以提供或安排相關農業體驗的農園。包括，農家將子女出外他鄉謀生而空餘房間加以臨時運用，提供遊客短暫時日住進，融入農村日常生活情調，或於寒暑假和特約時日，將整個園地與農宅總包予遊客，充當臨時性的別墅莊園，讓遊客家庭親友在此渡假、休養、悠遊，融入當地農村作客生活情調，也屬於這類農莊性質。
依名目性質分類，可分成市民農莊、民宿農莊、民宿、渡假農莊、休養農莊、療養農莊、養生農莊、遊學農莊、總包農莊、自然休養村、鄉村民宿等多種。

## 周邊活動和消費參與
適切加以綜合歸類，可分成假日農市、農業文化活動參與、農村旅遊活動等三大類【參考文獻1】：

### 假日農市
指於週末假日或特定假日經營的農產品市集。分成假日農市、假日花市、假日茶市、假日果市、假日菜市、假日魚市、假日農夫市集、農民市集等多種。
微風市集創立於2007年，最開始時是由高雄政府推動下舉辦的農民市集。
後來當面對經營困難時，部分農夫主動提出組織自治會，著手準備農夫們自己去營辦市集，並最終於2009年成立高雄縣微風市集組織協會。協會設有監事會、理事會等架構，除了每月例會外，還不定期召開會議，商討與市集相關的大小事項。微風市集是目前南台灣最大型之一的農民市集，也是少數由農民組織、自給自足的案例。

### 農業文化活動參與
若依經營樣式分類，可分成農業文化活動參與單樣式，與其他類別的休閒農業或連結的周邊活動和消費參與共同組成的複合式。
若依參與方式分類，則細分為場地導向、活動導向、知性導向三類：
1. 場地導向式：分成農業（農、林、漁、牧）物產式、文化式、文物式、自然式、地方式、綜合式的陳列館、展示館、文物館、文化館、博物館、生態館、標本館、農業公園、農村公園、民俗村、生態村、昆蟲館、酒莊等多種。
2. 活動導向式：分成農業體驗營、農村生活營、漁村生活營、鹽村生活營、山村生活營、水稻文化活動、花季、水圳文化季、菱角節、芋仔節、蓮花節、芒果節、蓮霧節、葡萄節、鳳梨節、枇杷節、金棗節、花果節、採茶節、金針嘉年華、水果嘉年華、花卉嘉年華、海陸嘉年華、水產嘉年華、烏魚節、飛魚節、黑鮪節、牽罟、潛水、賞鯨豚、森林浴、賽豬公等農業相關主題和農村文化節慶活動等多種。
3. 知性導向式：分成園藝、茶藝、花藝、簡易農產加工、農村風味餐飲和其他各種各式的市民農業講座、農村探古、農村遊學等多種。

### 農村旅遊活動
可分成農村旅遊活動單樣式，與其他類別的休閒農業或連結的周邊活動和消費參與共同組成的複合式。

## 臺灣發展休閒農業歷程階段主題
綜觀休閒農業的發展，以臺灣為例說明，至今經歷4個關鍵年代，各有不同的階段主題，分別是觀光農業的濫觴年代、邁入觀光農業倡導推展年代、邁入休閒農業倡導推展年代、邁入輔導管理法制化年代【參考文獻1】：

### 觀光農業的濫觴年代
就廣義的休閒農業而言，遠溯濫觴年代，於1960年代中期開放的阿里山森林遊樂區，開其端倪，至於1970年代中期開辦的彰化縣田尾公路花園，已有觀光農園形貌，不過，尚未使用觀光農園名稱。

### 邁入觀光農業倡導推展年代
直到1980年，台北市木柵觀光茶園的創辦，乃是台灣首處開始標舉觀光農園名稱出現的農園，有其特殊而重大的歷史標竿意義，自此而後，台灣邁入推展觀光農業時代。緊接著於1981年3月出現的台北市北投觀光柑園，則是台灣最早創辦的觀光果園，因為遊客可以親身進入農園，現場瀏覽即採即食的即時品嚐特色，經營方式令人感到新鮮，當時吸引大量遊客前往消費，引起媒體注意廣為報導，造成風潮、非常轟動，由於觀光果園乃觀光農園的分類，因之，此處農園也就是台灣最早開辦的第二處觀光農園。接著，政府於1982年起，開始推動各縣市陸續發展觀光農業，並作為重要的農業政策與施政。

### 邁入休閒農業倡導推展年代
在名辭的使用共識上，早期台灣產官學各界習慣上，向來以觀光農業為主流用辭，政策上使用的是發展觀光農業、觀光農園、觀光果園等用辭，直到1989年4月，由行政院農業委員會大力贊助，並由台灣大學農業推廣學系主辦，廣邀產官學各界人士參加，舉開「發展休閒農業研討會」，經過熱烈研討後，產官學各界自此建立共識，改以「休閒農業」一辭為主流用辭，取代過去多年使用的「觀光農業」一辭，也可以說，台灣從此邁入推展休閒農業時代，具有劃時代的歷史重大意義，影響非常深遠。

### 邁入輔導管理法制化年代
行政院農業委員會於1989年1月21日依據《森林法》訂定發布《森林遊樂區設置管理辦法》全文24條，並依職權於1992年12月30日訂定發布《休閒農業區設置管理辦法》全文19條，復依據《漁業法》於1993年5月26日訂定發布《娛樂漁業管理辦法》全文29條。由於《休閒農業區設置管理辦法》係於1993年1月1日起生效，因之，就休閒農業的輔導管理而言，自1993年起全面邁上法制化時代。不過，因該項行政命令有窒礙難行之處，且未有法律明文授權，雖經多次修正，成效極其有限，直到2000年1月修正頒布《農業發展條例》全文，明文定義休閒農業和訂定休閒農業相關條文，並依據該項法律授權於2000年7月31日修正發布《休閒農業輔導管理辦法》全文27條，以及接續發布若干行政命令，才逐步完成休閒農業輔導管理法制架構。其後，法令歷經多次修訂，《休閒農業輔導管理辦法》最近一次於2018年5月18日全文修正發布。

## 休閒農業創意發起模式
若以台灣休閒農業的發展為例說明，政府政策扮演重要角色，雖然未必均由政府創意主導發動，但隨後是否受到政府和社會的肯定與支持，卻是不可或缺的成功要素。各種各式休閒農業的發展事例，除由農戶自發創意而自行率先辦理之外，創意發起的主要模式分類如下：
1. 政府自行發起模式： 例如阿里山森林遊樂區創辦模式，由台灣省政府農林廳林務局於1965年開始辦理，吸引社會大眾注目，踴躍前往遊樂。
2. 政府發起民間配合模式： 例如彰化縣田尾公路花園創辦模式，由台灣省政府倡導籌畫推展，獲田尾鄉公所和地方農民響應配合，於1976年開辦。  台南市後壁區台灣蘭花生物科技園區，由臺灣政府與民間投入經費建造而成；為全球最大的蘭花生物科技園區，於2009年開辦。
3. 民間自行發起模式： 例如苗栗縣大湖草莓觀光區成形模式，於1978年苗栗縣大湖鄉草莓成熟季節，有遊覽車路過，臨時讓遊客下車，向農民就地採買，既嚐新鮮又價錢便宜，乃皆大歡喜，引起旅遊業者開發商機，吸引新聞媒體重視報導。其後，獲得各級政府和農會重視，介入輔導並轉而主導。
4. 農會與政府合作發起模式： 例如台北市休閒農業發展模式，於1979年由台北市農會發動，獲得台北市當時主管農業的台北市政府建設局（如今更名台北市政府產業發展局）大力支持，形成共識合作倡導，於1980年，推動各區農會建立共識，組織地方農民，開始辦理木柵觀光茶園和其他各種各式觀光農園，當時並受到台灣大學農學院(如今更名台灣大學生物資源暨農學院)支持。其後，也受到中央政府和各直轄市及縣市政府重視。
5. 農會自行發起模式： 例如台北市農會辦理的市民農業講座，自行創意於1991年9月開始辦理，吸引台北市和外縣市民眾踴躍報名繳費參加，經常受到新聞媒體重視報導，並獲得各級政府肯定。

## 另參見
1. Allotment garden（https://www.allotment-garden.org/）%5B%5D
2. www.kleingartenweb.de（http://www.kleingartenweb.de/）%5B%5D
3. Fumio Egaitsu(芢開津典生)、Syuichi Tsubata(津端修一)，1987，「市民農園 - クライソカルテソの提唱」，社团法人家の光協会發行，日本東京都。